# ABB
ABB (Asea Brown Boveri Ltd.) — шведсько-швейцарська компанія, що спеціалізується на виробництві пристроїв в галузі електротехніки, енергетичного машинобудування та інформаційних технологій. Компанія заснована 1988 року злиттям шведської компанії ASEA і швейцарської Brown, Boveri & Cie. Офіси концерну представлені у понад 100 країнах світу. Виробничі потужності розташовуються на теренах Німеччини, Швейцарії, Швеції, Італії, Франції, Російської Федерації, Чехії, Індії, Китаю, США, Португалії, Бразилії, Фінляндії, Естонії, України тощо.